# Jenness Island
Jenness Island är en ö i Kanada.   Den ligger i territoriet Northwest Territories, i den norra delen av landet, 4 000 km nordväst om huvudstaden Ottawa. Arean är 4,6 kvadratkilometer.
Terrängen på Jenness Island är mycket platt. Öns högsta punkt är 6 meter över havet. Den sträcker sig 4,6 kilometer i nord-sydlig riktning, och 3,1 kilometer i öst-västlig riktning.
Trakten runt Jenness Island är permanent täckt av is och snö.